# Attentato all'oleodotto della SIOT
L'attentato all'oleodotto della SIOT del 4 agosto 1972 fu un'azione terroristica perpetrata contro i serbatoi di stoccaggio del petrolio greggio situati presso la località di Mattonaia, a San Dorligo della Valle (TS) per opera dei terroristi di Settembre Nero.

## Storia

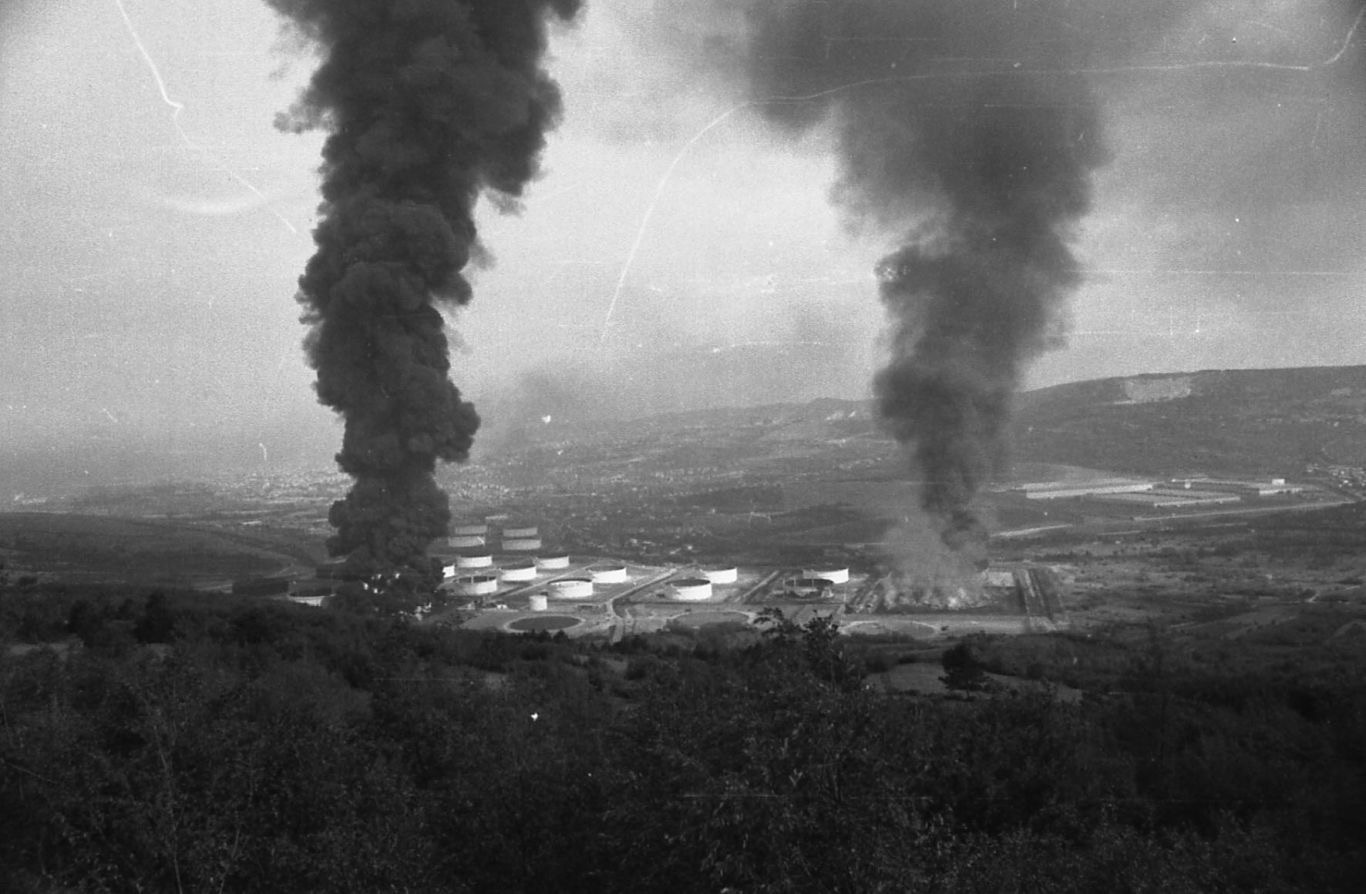
Gli incendi delle cisterne ripresi da altra prospettiva

La prima delle cariche esplosive all'oleodotto transalpino che da Trieste pompa greggio sino a Ingolstadt, in Baviera, brilla alle 3:15 del mattino, ma, a causa dell'errato posizionamento della carica di tritolo sulla valvola della conduttura attraverso la quale passa il greggio proveniente dai pontili del vallone di Muggia ove attraccano le navi, il cilindro di contenimento del serbatoio n. 44, il più vicino alla città e contenente 31 531 m³ di combustibile, regge all'esplosione.
Nel frattempo, udito il boato, vengono allertati i vigili del fuoco che giungono anche da altre località del Friuli-Venezia Giulia e persino da Veneto e Lombardia. Alle 3:25 è la volta della cisterna n.11 con 69 000 m³ di liquido infiammabile, alle 3:30 salta pure il serbatoio n. 54, anch'esso con 69 000 m³ di prodotto e, immediatamente dopo, alle 3:31, tocca anche alla cisterna n. 21 con invece soli 1 534 m³ di petrolio. A quel punto i tecnici della SIOT attuano il piano di emergenza iniziando a svuotare tutti i serbatoi di stoccaggio, pompando verso Ingolstadt più greggio possibile per evitare il pericolo di nuove esplosioni.
Tuttavia nel pomeriggio, per contagio, l'incendio coinvolge anche il serbatoio n. 55. Le fiamme sono alte 150 m e le colonne di fumo, visibili a centinaia di chilometri di distanza, raggiungono un'altezza di circa 6 km; fortunatamente solo l'assenza di bora, unita al bel tempo, impediscono un'ulteriore propagazione delle fiamme e il fenomeno delle piogge acide. Il 6 agosto 1972, con un dispaccio da Damasco, i fedayyin rivendicano l'attentato. Per domare gli incendi ci vorranno quattro giorni, e vanno in fumo circa 160 000 tonnellate di petrolio greggio.

### Processi
In primo grado di giudizio, per tale azione, sono condannati, in contumacia, a 22 anni di reclusione gli appartenenti e simpatizzanti di Settembre Nero: Mohamed Boudia (mente e organizzatore del gruppo, in seguito ucciso il 28 giugno 1973 con una bomba posta sotto il sedile della sua auto, forse dal Mossad come obiettivo dell'operazione Ira di Dio) e Chabane Kadem, entrambi algerini, e le due "pasionarie" francesi Marie-Thérèse Lefebvre (l'autista del commando) e Dominique Jurilli (o Iurilli); la pena è stata poi ridotta in appello a soli 6 anni, derubricando l'accusa di strage in quella di semplice incendio doloso e con l'assoluzione da quella di associazione per delinquere. Tuttavia nessuno di loro scontò mai nemmeno un solo giorno di carcere.

### Conseguenze ambientali
L'esplosione e la combustione del petrolio provocarono notevoli problemi di inquinamento atmosferico. Inoltre, i terreni contaminati dalle fuoriuscite di greggio furono scavati e gettati nel Pozzo dei Colombi, una profonda grotta in località Basovizza, nel comune di Trieste, causando l'inquinamento del sottosuolo.